# Marta Sentís
Marta Sentís (Barcelona, 1949) es una fotógrafa catalana. Fue colaboradora de la OMS en Nueva York. En el campo profesional, ha abarcado un amplio repertorio y ha sido responsable de fotografía fija en varios rodajes de cine y televisión. La Fábrica editó un monográfico, con prólogo de Roman Gubern.

## Biografía
Pasó toda su infancia en la ciudad de París, ciudad donde se trasladó a los tres años. Más tarde se marchó a Londres, donde empezó a dedicarse a la fotografía. Posteriormente viajó por diferentes países africanos como reportera para la ONU. Más adelante se traslada a Nueva York investigando la cultura afroamericana, y después continúa su trabajo en el Brasil.[1] Actualmente reside en Barcelona.[2][3]

## Trayectoria
En el campo profesional ha abarcado un amplio repertorio. Colaboró con la OMS, fue responsable de fotografía fija en varios rodajes de cine y televisión; buscando patrocinio para sus reportajes, se puso a disposición de una agencia de Nueva York (*Photo *Researchers) y otra de Barcelona (*AGE). Sus obras han sido expuestas en el Espacio 10 de la Fundación Joan Miró de Barcelona (1983), museo Reina Sofía de Madrid (1991), en el *Center *for *Creative *Photography de la Universidad de Arizona a *Tucson (1992) y en la *Fotobiennale de *Enschede de Holanda (1992).[1][4]
El año 2000 mostró su imagen de Brasil dentro del marco del festival La Mar de Músicas de Cartagena, donde expuso junto con Sebastião Salgado y otras artistas.[5]